# Velín

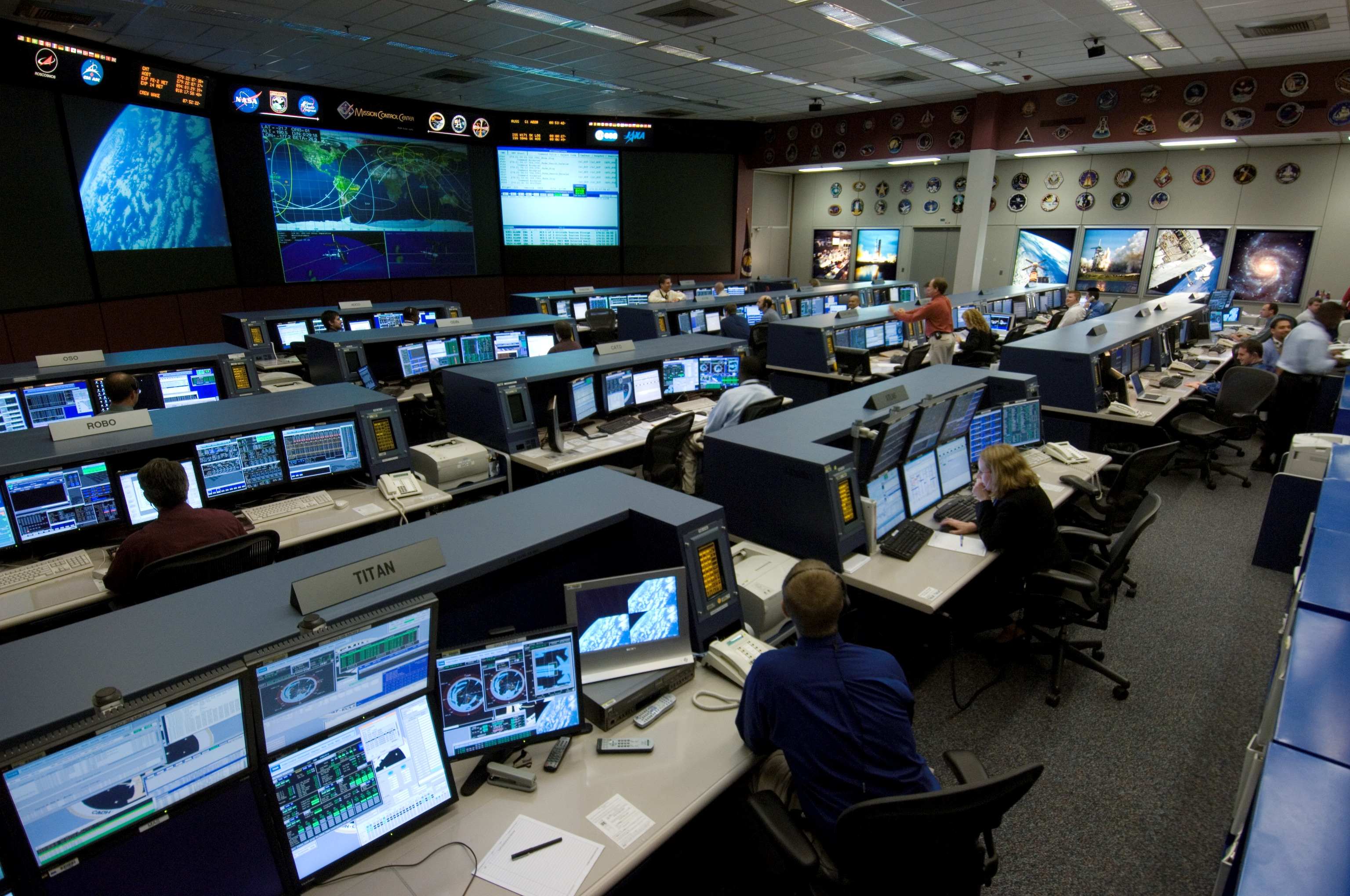
Velín NASA, mise ISS

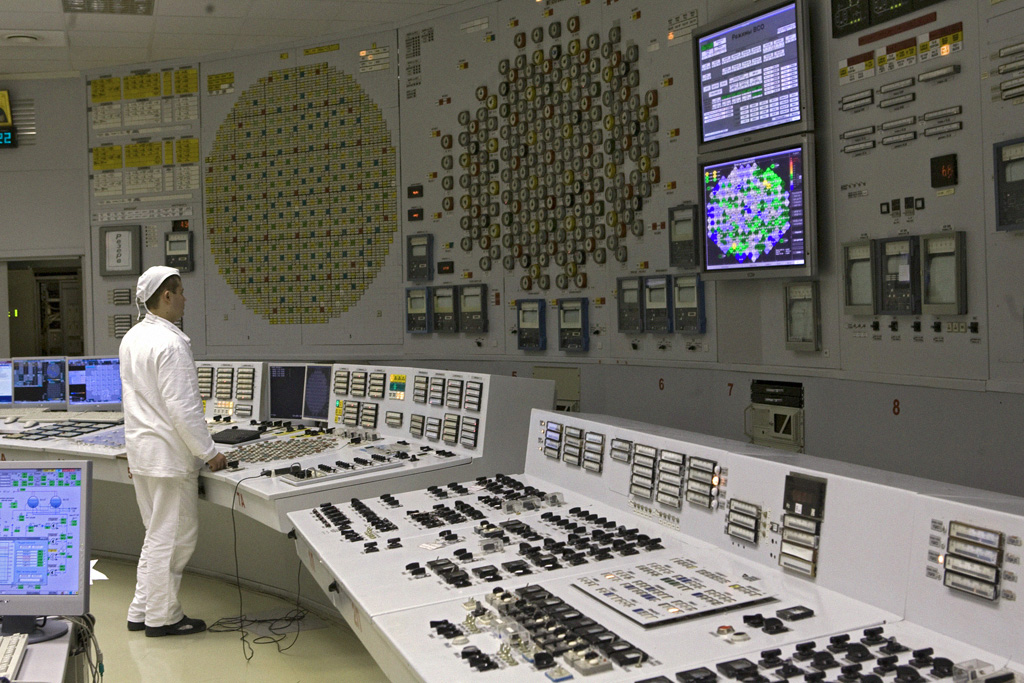
Velín ruské jaderné elektrárny

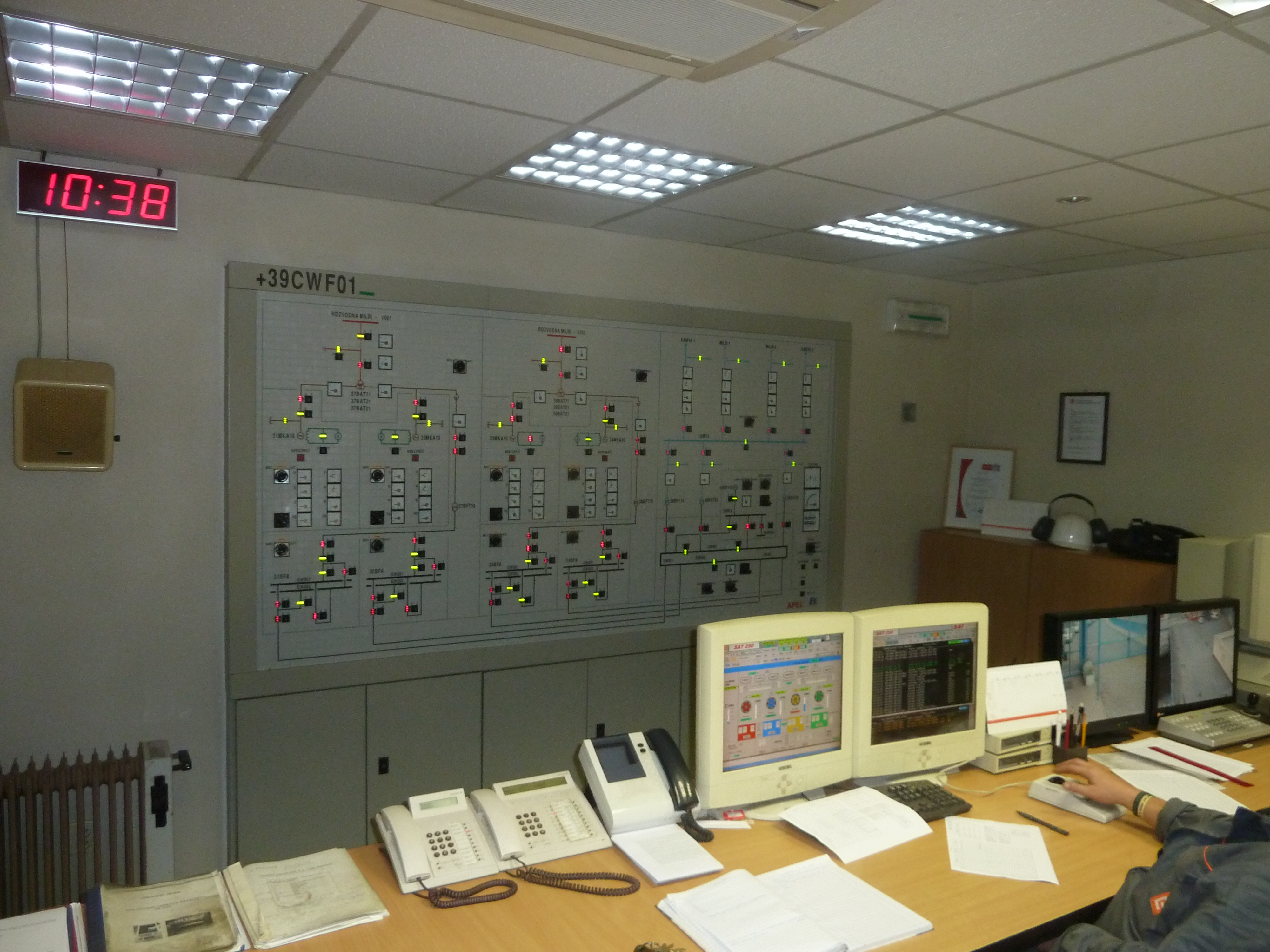
Velín vodní elektrárny Orlík

Velín je označení místnosti, odkud je kontrolován a ovládán provoz určitého stroje, zařízení, provozu či infrastruktury.
Mezi vybavení velínu nejčastěji patří množství obrazovek a další telekomunikační vybavení. Často mívají pokryté dodávky elektřiny ze záložních zdrojů.

## Příklady velínů
Velíny můžeme najít u následujících typů objektů:
- elektrárny (vodní, tepelné, jaderné)
- rafinerie, chemické provozy
- letiště (zejména řízení letového provozu)
- velká dopravní zařízení (nádraží, systémy městské kolejové dopravy, tunely, telematické systémy u silnic, přístavy)
- kamerové bezpečnostní systémy
- vojenská zařízení
- výpočetní centra, call centra
- nemocnice, požární stanice
- vesmírná střediska, kosmodromy